# Wielersport op de Gemenebestspelen 1986
Wielersport is een van de sporten die beoefend werden tijdens de Gemenebestspelen 1986 in Edinburgh, Schotland. Er waren enkel wedstrijden georganiseerd voor mannelijke deelnemers; vijf op de baan, een wegwedstrijd van 168 kilometer en een ploegentijdrit. Het medailleklassement werd gewonnen door de Australiërs, die alle gouden medailles wonnen bij de baanonderdelen. Beide onderdelen op de weg kwamen op naam van Engelse deelnemers.

## Uitslagen
| Discipline           | Goud                                                                     | Zilver                                                                  | Brons                                                                  |
| Baan                 | Baan                                                                     | Baan                                                                    | Baan                                                                   |
| -------------------- | ------------------------------------------------------------------------ | ----------------------------------------------------------------------- | ---------------------------------------------------------------------- |
| Achtervolging        | Dean Woods                                                               | Colin Sturgess                                                          | Gary Anderson                                                          |
| Ploegenachtervolging | Australië Glenn Clarke Brett Dutton Bill Hardy Wayne McCarney Dean Woods | Nieuw-Zeeland Gary Anderson Russell Clune Stephen Swart Andrew Whitford | Engeland Chris Boardman Gary Coltman Rob Muzio Guy Rowland Jon Walshaw |
| Scratch              | Wayne McCarney                                                           | Dean Woods                                                              | Gary Anderson                                                          |
| Sprint               | Gary Neiwand                                                             | Alex Ongaro                                                             | Eddie Alexander                                                        |
| Tijdrit              | Martin Vinnicombe                                                        | Gary Anderson                                                           | Max Rainsford                                                          |
| Weg                  |                                                                          |                                                                         |                                                                        |
| Ploegentijdrit       | Engeland Paul Curran Deno Davie Alan Gornall Keith Reynolds              | Nieuw-Zeeland Blair Cox Greg Fraine Paul Leitch Graeme Miller           | Noord-Ierland Joseph Barr Alastair Irvine Cormac McCann Martin Quinn   |
| Wegwedstrijd         | Paul Curran                                                              | Brian Fowler                                                            | Jeff Leslie                                                            |

## Medaillespiegel
| Plaats | Land          | Goud | Zilver | Brons | Totaal |
| 1      | Australië     | 5    | 1      | 2     | 8      |
| 2      | Engeland      | 2    | 1      | 1     | 4      |
| 3      | Nieuw-Zeeland | 0    | 4      | 2     | 6      |
| 4      | Canada        | 0    | 1      | 0     | 1      |
| 5      | Noord-Ierland | 0    | 0      | 1     | 1      |
| 6      | Schotland     | 0    | 0      | 1     | 1      |
| Totaal | Totaal        | 7    | 7      | 7     | 21     |

1934 · 1938 · 1950 · 1954 · 1958 · 1962 · 1966 · 1970 · 1974 · 1978 · 1982 · 1986 · 1990 · 1994 · 1998 · 2002 · 2006 (baan - weg) · 2010 · 2014 · 2018 · 2022 · 2026
Atletiek · Badminton · Boksen · Bowls · Gewichtheffen · Roeien · Schietsport · Schoonspringen · Synchroonzwemmen · Wielersport · Worstelen · Zwemmen